# Synecta
Synecta là một chi bướm đêm thuộc họ Geometridae.